# Circuito RLC
Um circuito RLC (também conhecido como circuito ressonante ou circuito aceitador) é um circuito elétrico consistindo de um resistor (R), um indutor (L), e um capacitor (C), conectados em série ou em paralelo.
O circuito RLC é chamado de circuito de segunda ordem visto que qualquer tensão ou corrente nele pode ser descrita por uma equação diferencial de segunda ordem.

## Parâmetros fundamentais
Existem dois parâmetros fundamentais que descrevem o comportamento dos circuitos RLC: a frequência de ressonância e o factor de carga. Para além disso, existem outros parâmetros que podem ser derivados destes dois primeiros.

### Frequência de ressonância
A frequência natural ou de ressonância sem carga de um circuito RLC (em radianos por segundo) é:
{\displaystyle \omega _{o}={1 \over {\sqrt {LC}}}}
Utilizando a unidade hertz, a frequência de ressonância fica:
{\displaystyle f_{o}={\omega _{o} \over 2\pi }={1 \over 2\pi {\sqrt {LC}}}}
A ressonância ocorre quando a impedância complexa ZLC do ressonador LC se torna zero:
{\displaystyle Z_{LC}=Z_{L}+Z_{C}=0}
Ambas estas impedâncias são função de uma frequência angular s complexa:
{\displaystyle Z_{C}={1 \over Cs}}
{\displaystyle Z_{L}=Ls}
Considerando estas duas expressões acima iguais e resolvendo para s, tem-se:
{\displaystyle s=\pm j\omega _{o}=\pm j{1 \over {\sqrt {LC}}}}
onde a frequência de ressonância ωo é dada pela expressão acima.

### Fator de carga
O fator de carga do circuito (em radianos por segundo) é:
{\displaystyle \zeta ={R \over 2L}}
Para aplicações em circuitos osciladores, é geralmente desejável que o fator de carga seja o menor possível ou, de igual forma, aumentar o fator de qualidade (Q) o máximo possível. Na prática, isto requer uma redução na resistência R no circuito para uma quantia tão baixa quanto fisicamente possível. Neste caso, o circuito RLC torna-se uma boa aproximação do circuito LC ideal, que não é realizável na prática (mesmo que a resistência seja removida do circuito, ainda existe uma resistência pequena, porém diferente de zero no fio e nas conexões entre os elementos do circuito que não pode ser eliminada totalmente).
Alternativamente, para aplicações em filtros passa-banda, o factor de carga é escolhido baseado na largura de banda desejada do filtro. Para uma maior largura de banda, um maior fator de carga é necessário, e para uma largura de banda menor, utiliza-se um menor fator de carga. Na prática, isto requer ajustar os valores relativos da resistência R e do indutor  L  no circuito.

## Parâmetros derivados
Os parâmetros derivados incluem largura de banda, fator Q e frequência de ressonância com carga.

### Largura de banda
O circuito RLC pode ser utilizado como um filtro passa-faixa ou rejeita-faixa, e a sua largura de banda (em radianos por segundo) é:
{\displaystyle \Delta \omega =2\zeta ={R \over L}}
Alternativamente, a largura de banda em hertz é
{\displaystyle \Delta f={\Delta \omega  \over 2\pi }={\zeta  \over \pi }={R \over 2\pi L}}
A largura de banda é a medida do comprimento da resposta em frequência das duas frequências com metade da potência do sinal de entrada. Como resultado, esta medida de largura de banda é muitas vezes chamada de "comprimento total a metade da potência". Visto que a potência é proporcional ao quadrado da tensão do circuito (ou corrente), a resposta em frequência irá cair a {\displaystyle {1 \over {\sqrt {2}}}} nas frequências de metade da potência.

### Qualidade ou factor Q
A qualidade do circuito, ou factor Q (ver Equalizador), é calculada como a razão entre a frequência de ressonância {\displaystyle \omega _{o}} e a largura de banda {\displaystyle \Delta \omega } (em radianos por segundo):
{\displaystyle Q={\omega _{o} \over \Delta \omega }={\omega _{o} \over 2\zeta }={L \over R{\sqrt {LC}}}={1 \over R}{\sqrt {L \over C}}}
Ou, em hertz:
{\displaystyle Q={f_{o} \over \Delta f}={2\pi f_{o}L \over R}={1 \over {\sqrt {R^{2}C/L}}}={1 \over R}{\sqrt {L \over C}}}
Q é uma unidade adimensional.

### Ressonância com carga
A frequência de ressonância com carga deriva da frequência de ressonância natural e do factor de carga. Se o circuito estiver com subcarga, verifica-se que
{\displaystyle \zeta <\omega _{o}}
então pode-se definir a ressonância com carga como
{\displaystyle \omega _{d}={\sqrt {\omega _{o}^{2}-\zeta ^{2}}}}
Em um circuito oscilador
{\displaystyle \zeta \ll \omega _{o}}.
E, como resultado
{\displaystyle \omega _{d}=\omega _{o}\ } (approx).

## Configurações
Todo circuito RLC consiste de dois componentes: uma fonte de alimentação e um ressonador. Existem dois tipos de fontes de alimentação, a fonte de Thévenin e a fonte de Norton. Da mesma forma, existem dois tipos de ressonadores, os LC série e o LC paralelo. Como resultado, existem quatro configurações de circuitos RLC:
- LC série com fonte de alimentação do tipo Thévenin;
- LC série com fonte de alimentação do tipo Norton;
- LC paralelo com fonte de alimentação do tipo Thévenin;
- LC paralelo com fonte de alimentação do tipo Norton.

## Análise do circuito

### RLC série com fonte da alimentação do tipo Thévenin
Neste circuito, os três componentes estão todos em série com a fonte de tensão.
Dados os parâmetros v, R, L, e C, a solução para a corrente (I) utilizando a Lei da Tensão de Kirchoff é:
Para uma tensão variável com o tempo v(t), isto se torna
{\displaystyle Ri(t)+L{{di} \over {dt}}+{1 \over C}\int _{-\infty }^{t}i(\tau )\,d\tau =v(t)}
Rearranjando a equação [dividindo por L e derivando ambos os termos] tem-se a seguinte equação diferencial de segunda ordem:
{\displaystyle {{d^{2}i} \over {dt^{2}}}+{R \over L}{{di} \over {dt}}+{1 \over {LC}}i(t)={1 \over L}{{dv} \over {dt}}}
Definem-se agora dois parâmetros chave:
{\displaystyle \zeta ={R \over 2L}}
e
{\displaystyle \omega _{0}={1 \over {\sqrt {LC}}}}
sendo ambos medidos em radianos por segundo.
Substituindo estes parâmetros na equação diferencial, obtém-se:
{\displaystyle {{d^{2}i} \over {dt^{2}}}+2\zeta {{di} \over {dt}}+\omega _{0}^{2}i(t)={1 \over L}{{dv} \over {dt}}}

#### A solução paraResposta de Entrada Zero(ZIR)
Colocando a entrada (fonte de tensão) em zero, obtém-se:
{\displaystyle {{d^{2}i} \over {dt^{2}}}+2\zeta {{di} \over {dt}}+\omega _{o}^{2}i(t)=0}
com as condições iniciais para a corrente do indutor, IL(0), e a tensão do capacitor VC(0). De modo a resolver a equação propriamente, as condições iniciais necessárias são I(0) e I'(0).
O primeiro já foi feito, visto que a corrente na total é igual à corrente no indutor, portanto
{\displaystyle i(0)=i_{L}(0)\,}
A segunda é obtida aplicando a Lei da Tensão de Kirchoff novamente:
{\displaystyle v_{R}(0)+v_{L}(0)+v_{C}(0)=0\,}
{\displaystyle \Rightarrow i(0)R+i'(0)L+v_{C}(0)=0\,}
{\displaystyle \Rightarrow i'(0)={1 \over L}\left[-v_{C}(0)-I(0)R\right]}
Agora tem-se uma equação diferencial de segunda ordem homogênea com duas condições iniciais. Substituíndo os parâmetros ζ e ω0, tem-se
{\displaystyle i''+2\zeta i'+\omega _{0}^{2}i=0}
Convertendo a forma da equação para seu polinomial característico
{\displaystyle \lambda ^{2}+2\zeta \lambda +\omega _{0}^{2}=0}
Utilizando a fórmula quadrática, acham-se as raízes como
{\displaystyle \lambda =-\zeta \pm {\sqrt {\zeta ^{2}-\omega _{0}^{2}}}}
Dependendo dos valores de α e ω0, existem três casos possíveis:

##### Sobrecarga/Regime superamortecido (aperiódico)
{\displaystyle \zeta >\omega _{0}\Rightarrow RC>4{L \over R}\,}

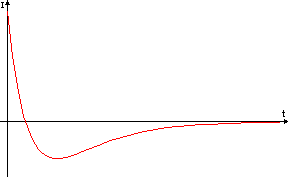
Respostas do circuito RLC série com superamortecido

Neste caso, as soluções do polinomial característico são dois números reais negativos. Isto é chamado de "sobrecarga".
Duas raízes reais negativas, as soluções são:
{\displaystyle I(t)=Ae^{\lambda _{1}t}+Be^{\lambda _{2}t}}

##### Carga crítica/ Regime amortecido crítico (aperiódico limite)
{\displaystyle \zeta =\omega _{0}\Rightarrow RC=4{L \over R}\,}

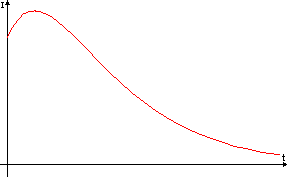
Circuito RLC série com Amortecimento Crítico

Neste caso, as soluções da polinomial característica são dois números reais negativos idênticos. Isto é chamado de "carga crítica".
As duas raízes são idênticas ({\displaystyle \lambda _{1}=\lambda _{2}=\lambda }). As soluções são:
{\displaystyle I(t)=(A+Bt)e^{\lambda t}}
para constantes arbitrárias A e B

##### Subcarga/ Regime subamortecido (periódico amortecido; pseudo-periódico)
{\displaystyle \zeta <\omega _{0}\Rightarrow RC<4{L \over R}\,}
Neste caso. as soluções do polinomial característico são um conjugado complexo e possuem uma parte real negativa. Isto é chamado de "subcarga" e resulta em oscilações no circuito.
As soluções consistem de duas raízes conjugadas
{\displaystyle \lambda _{1}=-\zeta +i\omega _{c}}
e
{\displaystyle \lambda _{2}=-\zeta -i\omega _{c}}
onde
{\displaystyle \omega _{c}={\sqrt {\omega _{o}^{2}-\zeta ^{2}}}}
As soluções são:
{\displaystyle i(t)=Ae^{(-\zeta +i\omega _{c}).t}+Be^{(-\zeta -i\omega _{c}).t}}
para constantes arbitrárias A e B.
Utilizando a fórmula de Euler [{\displaystyle e^{ix}=cos\left(x\right)+isen\left(x\right)} ], pode-se simplificar a solução para
{\displaystyle i(t)=e^{-\zeta t}\left[C\sin(\omega _{c}t)+D\cos(\omega _{c}t)\right]}
para constantes arbitrárias C e D.
Estas soluções são caracterizadas por uma resposta sinusoidal com decaimento exponencial. O tempo necessário para que as oscilações sejam eliminadas depende da qualidade do circuito, ou fator Q. Quanto maior a qualidade, mais tempo é necessário para que as oscilações decaiam.

#### Solução paraResposta de Estado Zero(ZSR)
Com as condições iniciais configuradas para zero e utilizando a seguinte equação:
{\displaystyle \left\{{\begin{matrix}{{d^{2}I} \over {dt^{2}}}+{R \over L}{{dI} \over {dt}}+{1 \over {LC}}I(t)={1 \over L}{{dV} \over {dt}}\\\\I(0^{-})=I'(0^{-})=0\end{matrix}}\right.}
{\displaystyle {{d^{2}i} \over {dt^{2}}}+{2\zeta }{{di} \over {dt}}+{\omega _{o}^{2}}i(t)={1 \over L}{{dv} \over {dt}}}
Existem duas aproximações que podem ser utilizadas para encontrar o ZSR:
1. A transformada de Laplace
2. A Integral de convolução.

##### Transformada de Laplace
Primeiramente realiza-se a transformada de Laplace da equação diferencial de segunda ordem:
{\displaystyle (s^{2}+2\zeta s+\omega _{o}^{2})I(s)={s \over L}V(s)}
onde V(s) é a transformada de Laplace do sinal de entrada:
{\displaystyle V(s)={\mathcal {L}}\left\{v(t)\right\}}
Então resolve-se para a admitância complexa Y(s) (em siemens):
{\displaystyle Y(s)={I(s) \over V(s)}={s \over L(s^{2}+2\zeta s+\omega _{o}^{2})}}
Pode-se utilizar a admitância Y(s) e a transformada de Laplace da tensão de entrada V(s) para encontrar a corrente elétrica complexa I(s):
{\displaystyle I(s)=Y(s)\times V(s)}
Finalmente, pode-se encontrar a corrente elétrica no domínio do tempo através da transformada de Laplace inversa:
{\displaystyle i(t)={\mathcal {L}}^{-1}\left\{I(s)\right\}}
Exemplo:
Suponha {\displaystyle v(t)=Au(t)}
onde u(t) é a função de passo Heaviside.
Então
{\displaystyle V(s)={A \over s}}
{\displaystyle I(s)={A \over L(s^{2}+2\zeta s+\omega _{o}^{2})}}

##### Integral de convolução
Uma solução separada para cada função possível para V(t) é impossível. No entanto, existe um método para encontrar uma fórmula para I(t) utilizando a convolução. Para fazer isto, é necessário uma solução para uma entrada básica, a função delta de Dirac.
Para encontrar a solução mais facilmente começa-se resolvendo-a para a função de passo Heaviside e então utilizando o facto de que o nosso circuito é um sistema linear, a sua derivada será a solução para a função delta.
A equação então será, para t>0:
{\displaystyle \left\{{\begin{matrix}{{d^{2}I_{u}} \over {dt^{2}}}+{R \over L}{{dI_{u}} \over {dt}}+{1 \over {LC}}I_{u}(t)=0\\I(0^{+})=0\qquad I'(0^{+})={1 \over L}\end{matrix}}\right.}
Assumindo que λ1 e λ2 são raízes de
{\displaystyle P(\lambda )=\lambda ^{2}+2\zeta \lambda +\omega _{o}^{2}}
então tal como na solução para ZIR, obtêm-se 3 casos diferentes:

##### Sobrecarga
Neste caso temos duas raízes reais negativas, a solução é:
{\displaystyle I_{u}(t)={1 \over {L(\lambda _{1}-\lambda _{2})}}\left[e^{\lambda _{1}t}-e^{\lambda _{2}t}\right]}
{\displaystyle \Rightarrow I_{\delta }(t)={1 \over {L(\lambda _{1}-\lambda _{2})}}\left[\lambda _{1}e^{\lambda _{1}t}-\lambda _{2}e^{\lambda _{2}t}\right]}

##### Carga crítica
Nesta caso, as raízes são idênticas ({\displaystyle \lambda _{1}=\lambda _{2}=\lambda }), a solução é:
{\displaystyle I_{u}(t)={1 \over L}te^{\lambda t}}
{\displaystyle \Rightarrow I_{\delta }(t)={1 \over L}(\lambda t+1)e^{\lambda t}}

##### Subcarga
Neste caso existem duas raízes complexas conjugadas ({\displaystyle \lambda _{1}={\bar {\lambda }}_{2}=\zeta +i\omega _{c}}), a solução é:
{\displaystyle I_{u}(t)={1 \over {\omega _{c}L}}e^{\zeta t}\sin(\omega _{c}t)}
{\displaystyle \Rightarrow I_{\delta }(t)={1 \over {\omega _{c}L}}e^{\zeta t}\left[\zeta \sin(\omega _{c}t)+\omega _{c}\cos(\omega _{c}t)\right]}

#### Domínio da frequência
O circuito RLC série pode ser analisado no domínio da frequência utilizando as relações de impedância complexa. Se a fonte de tensão acima produz uma forma de onda exponencial complexa com a amplitude V(s) e frequência angular {\displaystyle s=\sigma +i\omega }, a Lei de Kirchoff para Tensão pode ser aplicada:
{\displaystyle V(s)=I(s)\left(R+Ls+{\frac {1}{Cs}}\right)}
onde I(s) é a corrente complexa através de todos os componentes. Resolvendo para I tem-se:
{\displaystyle I(s)={\frac {1}{R+Ls+{\frac {1}{Cs}}}}V(s)}
E rearranjando, obtém-se
{\displaystyle I(s)={\frac {s}{L\left(s^{2}+{R \over L}s+{\frac {1}{LC}}\right)}}V(s)}

##### Admitância complexa
A seguir, a resolução para a admitância complexa Y(s):
{\displaystyle Y(s)={I(s) \over V(s)}={\frac {s}{L\left(s^{2}+{R \over L}s+{\frac {1}{LC}}\right)}}}
Então, simplifica-se utilizando os parâmetros α e ωo
{\displaystyle Y(s)={I(s) \over V(s)}={\frac {s}{L\left(s^{2}+2\alpha s+\omega _{o}^{2}\right)}}}
Note que esta expressão para Y(s) é a mesma encontrada para a Resposta de Estado Zero.

##### Pólos e Zeros
Os zeros de Y(s) são os valores de s tais que {\displaystyle Y(s)=0}:
{\displaystyle s=0} e {\displaystyle s=\infty }
Os pólos de Y(s) são os valores de s tais que {\displaystyle Y(s)=\infty }:
{\displaystyle s=-\zeta \pm {\sqrt {\zeta ^{2}-\omega _{o}^{2}}}}
Note que os pólos de Y(s) são idênticos às raízes {\displaystyle \lambda _{1}} e {\displaystyle \lambda _{2}} do polinómio característico.

##### Estado sinusoidal constante
Supondo {\displaystyle s=i\omega }, obtendo a magnitude da equação acima obtém-se:
{\displaystyle |Y(s=i\omega )|={\frac {1}{\sqrt {R^{2}+\left(\omega L-{\frac {1}{\omega C}}\right)^{2}}}}}
A seguir, encontra-se a magnitude da corrente com uma função de ω
{\displaystyle |I(i\omega )|=|Y(i\omega )|\times |V(i\omega )|}
Se os valores escolhidos fossem R = 1 ohm, C = 1 farad, L = 1 henry, e V = 1 volt, então o gráfico da magnitude da corrente I (em amperes) como uma função de ω (em radianos por segundo) seria:

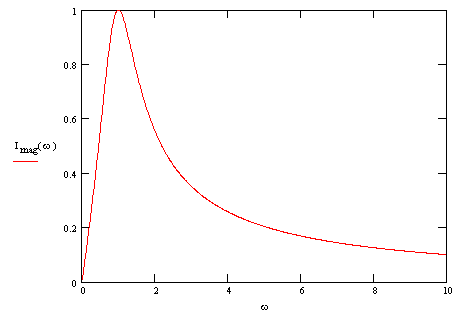
Análise do estado sinusoidal constante

Note que existe um pico em {\displaystyle I_{mag}(\omega )=1}. Este é conhecido como a frequência de ressonância. Resolvendo para este valor, encontra-se:
{\displaystyle \omega _{o}={\frac {1}{\sqrt {LC}}}}

### Circuito RLC paralelo
Um modo de recuperar as propriedades do circuito RLC é através do uso da não-dimensionalização.
Para uma configuração paralelo dos mesmos componentes, aonde Φ é o fluxo magnético no sistema, tem-se abaixo:
com substituições obtém-se:
A primeira variável corresponde ao fluxo magnético máximo armazenado no circuito, e a segunda variável corresponde ao período das oscilações ressonantes no circuito.

## Similaridades e diferenças entre os circuitos em série e em paralelo
As expressões para a largura de banda nas configurações em série e em paralelo são inversas. Isto é particularmente útil para determinar se uma configuração em série ou em paralelo deve ser utilizada no projecto de um circuito particular. Entretanto, na análise de circuito, geralmente, a recíproca das duas variáveis posteriores é utilizada para caracterizar o sistema. Elas são conhecidas como a frequência de ressonância e o factor Q, respectivamente.

## Aplicações dos circuitos ajustados
Existem muitas aplicações para os circuitos ajustados, especialmente nos sistemas de rádio e comunicações. Eles podem ser utilizados para selecionar uma certa faixa de frequências de um espectro total de ondas de rádio.